# جشنواره بین‌المللی فیلم ماربیا
جشنواره بین‌المللی فیلم ماربیا (اسپانیایی: Marbella International Film Festival‎) نام یک جشنوارهٔ سینمایی است که از سال ۲۰۰۶ تا کنون و توسط سازمان غیرانتفاعی «نیو وُرلد تراست» برگزار می‌شود.
محل برگزاری این جشنواره، شهرِ ماربیا در بخش خودمختار اندلس در کشور اسپانیاست.